# Freie
Freie bezeichnet die Angehörigen eines Standes, die im Gegensatz, z. B. zu Sklaven oder Leibeigenen, über Freizügigkeit, Rechtsfähigkeit und z. T. politische Teilhabe verfügen. Im Römischen Reich hießen sie līberi, bei den Sachsen Frilinge.

## Antike
In der Geschichte Athens kam es nach der Beseitigung des Königtums zunächst zur Oligarchie der Adelsgeschlechter. Schließlich führten verschiedene strukturelle Reformen zur Herausbildung der klassischen attischen Demokratie. Auch in der Epoche ihrer Vollendung bot die attische Demokratie allerdings nur dem freien (männlichen) Teil der Bevölkerung das Recht zur politischen Mitsprache.
Das römische Bürgerrecht war Voraussetzung für das aktive und passive Wahlrecht der freien Männer in den Volksversammlungen.

## Mittelalter
Im Frühmittelalter war die Unterteilung in Freie und Un- bzw. Minderfreie die zentrale Konzeption gesellschaftlicher Gliederung. Als Zwischenschicht trat der pauper, das ist der in seiner Freiheit bedrohte „arme“ Freie, im Gegensatz zu den adeligen Freien, den potentes, auf. Im Hochmittelalter verlor sie durch sozialen Wandel und die rechtliche Angleichung Freier und Unfreier zunehmend an Bedeutung und wurde durch andere Deutungsschemata abgelöst, unter denen sich schließlich die Drei-Stände-Ordnung mit Klerus, Adel und Bauern bzw. Bürger – auch oratores, bellatores und laboratores – durchsetzte. Freie waren nach mittelalterlichen Vorstellungen allein voll rechtsfähig, hatten Anteil am Heeresaufgebot und Recht und Pflicht zur Mitwirkung am Gericht. Ebenso bedeutend ist der Besitz von eigenem Haus und Hof. Welche Bedeutung und welchen Umfang die freie Bevölkerung im frühen Mittelalter hatte, ist unklar, denn vor allem nicht-adelige Freie treten in der Regel erst dann ins Licht der Quellen, wenn sie ihre Freiheit verlieren. Man muss allerdings davon ausgehen, dass Umfang und Bedeutung der Schicht der Freien in der frühen, durch die Romantik beeinflussten Forschung weit überschätzt wurde. Schon in der Völkerwanderungszeit und im Frühmittelalter war der „Gefolgschaftsadel der Könige […] bestimmender Faktor des politischen, gesellschaftlichen und wirtschaftlichen Lebens in den entstehenden germanischen Reichen.“
Bereits in vorkarolingischer Zeit, beginnend mit den germanischen Reichsbildungen, begann die Bedeutung der Kategorie der Freien zu schwinden. Bedrückt durch die Heeresfolge und andauernde kriegerische Bedrohungen, begaben sich viele Freie, oft gezwungenermaßen, in den Schutz adeliger und geistlicher Grundherren. (Wobei, wegen der günstigeren Bedingungen – häufig wurde lediglich ein Wachszins verlangt –, geistliche Grundherren bevorzugt wurden.) Politisch wuchs das Gewicht des Adels, der Kirche und des Königstums. Bereits seit Chlodwig I. waren keine Volksversammlungen mehr einberufen worden. Im Heeresaufgebot, das teilweise Funktionen der Volksversammlung übernahm, in der Verwaltung und Gerichtsbarkeit dominierte zusehends der aus germanischem Geblütsadel und romanischem Landadel zusammenwachsende Adelsstand; besonders nachdem unter Karl dem Großen 807 die Wehrverfassung dahingehend geändert wurde, dass nur Bauern, die über mehr als drei Hufen verfügten, jeweils auf drei Hufen einen Mann für das Heeresaufgebot zu stellen hatten. Freie Bauern begannen, sich damit sukzessive dem Heeresaufgebot zu entziehen. Gleichzeitig fand eine Annäherung der sozialen und rechtlichen Stellungen freier und unfreier Bevölkerungsteile statt. Letztlich hielten sich nur östlich des Rheins noch nicht-adelige Freie in nennenswertem Umfang, während westlich des Rheins, wo die Villikationsverfassung zur vollen Entfaltung kam, bald die Begriffe liber und nobilis ohne Unterschied verwendet werden.
Mit dem Verschwinden des ursprünglichen Standes der Freien, gewann eine neue Gruppe Freier mit der Festigung des Königtums an Bedeutung. Die sogenannten Königsfreien zeichneten sich nun gerade dadurch aus, dass sie des Königs Untertanen waren. Angesiedelt in den Grenzgebieten des fränkischen Reiches und auf Rodungsland genossen sie umfangreiche Privilegien. Eine ähnliche, eingeschränkt freie Stellung konnten die Dienstleute oder Ministerialen großer Grundherren erringen. Im Hochmittelalter brach auf eine ganz andere Weise das Bürgertum der Städte aus den personenbezogenen Herrschaftsstrukturen des mittelalterlichen Staates aus, indem es sich als Gemeinde (coniuratio, Einung, Gilde) konstituierte. Damit wurde der Einzelne frei, auch wenn die Gemeinde als Ganzes weiterhin einem Herren untertänig war. In diesem Sinne galt dann auch der Rechtsspruch: „Stadtluft macht frei“. Auch Dorfgenossenschaften abhängiger Bauern gelang es, wenn auch selten vollständig, herrschaftliche Rechte auszulösen. So entstanden teilweise freie Bauerngemeinschaften, z. B. die Schweizer Landgemeinden oder die Dithmarscher Bauernrepublik.
Auch in der heutigen Schweiz konnten sich einige dörfliche Genossenschaften von Freien, z. B. die Grafschaft Laax bzw. die Freien von Laax, dauerhaft von der Adelsherrschaft freihalten. Solchen (reichsunmittelbaren) Grafschaften stand kein Graf vor, sondern sie bestand aus Genossenschaften, die in Hundertschaften organisiert waren. Im französischen Sprachgebiet der Schweiz lassen sich Orte, in denen Hundertschaften von freien Bauern existierten, an Flurnamen wie Centenair (von lateinisch centum = „hundert“) erkennen. Die Genossenschaften waren in der Regel mit anderen Hundertschaften verbündet und bildeten dann sogenannte Eidgenossenschaften. Die Gründe dafür, dass sich diese Bünde freier Bauern über das ganze Mittelalter hinweg halten konnten, liegen neben ihrer Wehrhaftigkeit und Einigkeit auch in der Unterstützung des Kaisers, der daran interessiert war, bestimmte Alpenpässe zu sichern und nicht in die Hand von Adelsfamilien fallen zu lassen.
In den skandinavischen Ländern blieben die Freien das ganze Mittelalter über die größte und wichtigste Bevölkerungsgruppe. Auch in Frankreich waren die Freibauern zahlenmäßig bedeutender als in Mitteleuropa.